# Daphne oleoides
Daphne oleoides es una especie de planta leñosa perteneciente a la familia Thymelaeaceae.

## Descripción
Es un subarbusto que alcanza un tamaño de hasta de 0,5 m de altura, muy ramificado –con frecuencia de aspecto ± almohadillado–. Tallos foliados solo en los extremos apicales; los del año, con la corteza pardo-rojiza y pubescentes –pelos de 0,5 mm–, los otros glabros y grisáceos. Hojas (8)10-30(40) x 4-10(13) mm, las primeras del año obovadas o espatuladas y con ápice redondeado, las que nacen después de espatuladas y obtusas a oblanceolado-elípticas y agudas, todas atenuadas en la base, persistentes, coriáceas, punteadas por el envés, glabras –las jóvenes algo pelosas por el envés–. Inflorescencias terminales, en fascículo ± capituliforme, ebracteadas, con (2)3-7(8) flores. Flores (8)9-13(14) mm de longitud, subsésiles. Hipanto 5-7 mm, persistente, seríceo –pelos adpresos, hasta de 0,7 mm– por fuera. Sépalos 3-7 mm, ovados o lanceolados, agudos o acuminados, pubescentes por fuera, blancos o de color crema. Fruto de 10 mm, carnoso, ovoideogloboso, esparcidamente pubescente, rojizo o anaranjado, incluido en el hipanto hasta la madurez. Semilla 4-4,5 x 2-2,5 mm, ovoidea, atenuada apicalmente. Tiene un número de cromosomas de 2n = 18.

## Distribución y hábitat
Se encuentra en sabinares y matorrales xeroacánticos de montaña, también en roquedos con ambientes frescos; sobre substratos calizos o dolomíticos; a una altitud de 1000-2200(2550) metros en el Sur de Europa (península ibérica, Italia, Península Balcánica y principales islas del Mediterráneo), Norte de África (Argelia) y Suroeste de Asia (Anatolia, el Líbano y el Cáucaso). Es España en las Sierras levantinas (Aitana y Mariola) y béticas (Cazorla-Segura, Baza, Mágina, Sierra Nevada y Grazalema).

## Taxonomía
Daphne oleoides fue descrita por Johann Christian Daniel von Schreber y publicado en Icones et Descriptiones Plantarum Minus Cognitarum, Decas I 13–14, pl. 7. 1766.
Etimología
Daphne; nombre genérico que lo encontramos mencionado por primera vez en los escritos del médico, farmacéutico y botánico griego que practicaba en la antigua Roma; Dioscórides (Anazarba, Cilicia, en Asia Menor, c. 40 - c. 90). Probablemente en la denominación de algunas plantas de este género se recuerda la leyenda de Apolo y Dafne. El nombre de Daphne en griego significa "laurel", ya que las hojas de estas plantas son muy similares a las del laurel.
oleoides: epíteto latino que significa "como el género Olea".
Variedades
- Daphne oleoides subsp. baksanica (Pobed.) Halda
- Daphne oleoides subsp. transcaucasica (Pobed.) Halda

Sinonimia
- Daphne buxifolia Vahl
- Daphne caucasica M.Bieb.
- Daphne euboica Rech.f.
- Daphne glandulosa Bertol.
- Daphne gnidioides Szov. ex Meisn.
- Daphne hispanica Pau
- Daphne jasminea Griseb.
- Daphne lucida Loisel.
- Daphne sericea Noë ex Meisn.
- Nemoctis angustifolia Raf.
- Nemoctis buxifolia Raf.[5]

subsp. baksanica (Pobed.) Halda
- Daphne baksanica Pobed.

subsp. transcaucasica (Pobed.) Halda
- Daphne transcaucasica Pobed.